# Rubycon
Rubycon — шестой студийный альбом немецкой группы электронной музыки Tangerine Dream, выпущенный в 1975 году.

## Характеристика
Две стороны альбома составляют одно продолжительное музыкальное произведение, которое все ещё очень далеко от традиционной концепции рок-музыки. Наплывающие секвенсорные эпизоды и ритмы составляют основную музыкальную канву альбома. В конце альбома есть величественный фрагмент, напоминающий хор из фантастического фильма Стенли Кубрика «2001: Космическая одиссея». Музыка авангардиста Дьёрдя Лигети в этом фильме вполне могла бы быть музыкой Tangerine Dream.
Rubycon продолжает развивать секвенсорное звучание, впервые появившиеся на предыдущем альбоме группы Phaedra. «Нарастающая уверенность группы в работе с первыми синтезаторами превратила их в виртуозов жанра, при этом они органично вводили в музыкальную ткань непредсказуемые звучания гонга, препарированного фортепиано и электрогитары».
Немного более спокойный, чем Phaedra, протяжный и мрачный, с красивыми диссонансами, этот альбом порой тоже набирает темп. На протяжении двух длинных треков группа показывает все свои сильные стороны, включая призрачные синтезаторные накаты, мрачный и задумчивый эмбиент, пульсирующие электронные ритмы и странные звуковые эффекты.
Слегка устаревшая палитра звуков на альбоме перекрывается настроением мрачной психоделии без излишних узоров. Звучание близко к Pink Floyd того времени, только без рока. Отличная пластинка эмбиента эпохи до появления эмбиента, слишком мрачная для медитации, и слишком хорошая, чтобы её забыть.

## Признание
Хотя по объёмам продаж Rubycon не достиг уровня Phaedra, тем не менее он поднялся до самого высокого для группы 12-го места в британском чарте и продержался там 14 недель.

## Список композиций
Композиции написаны Фрёзе, Франке и Бауманом
1. «Rubycon, часть первая» — 17:18
2. «Rubycon, часть вторая» — 17:35

## Состав музыкантов
- Эдгар Фрёзе — меллотрон, гитара, орган, гонг и синтезатор VCS3
- Кристофер Франке — двойной синтезатор Муга, синтезатор А, орган, модифицированный орган Элка и препарированное фортепиано
- Петер Бауман — орган, синтезатор А, электронное фортепиано, препарированное фортепиано, голос и синтезатор ARP 2600

## Позиции в хит-парадах и сертификации
| Хит-парад (1975)                 | Высшая позиция | Пребывание в чарте |
| -------------------------------- | -------------- | ------------------ |
| Австралия (Kent Music Report)    | 95             | нет данных         |
| Великобритания (UK Albums Chart) | 10             | 14 недель          |

| Регион | Сертификация | Продажи |
| --- | ------------ | ------- |
| Великобритания (BPI) | Серебряный   | 60 000^ |
| * Данные о продажах приведены только на основе сертификации. ^ Данные о тиражах приведены только на основе сертификации. |              |         |